# Liste der Gedenktafeln und Gedenksteine in Wien/Josefstadt
Diese Liste der Gedenktafeln und Gedenksteine in Wien/Josefstadt enthält die Gedenktafeln im öffentlichen Raum des 8. Wiener Gemeindebezirks Josefstadt. Hauptsächliche Basis dieser Liste ist „Wien Kulturgut“ (der digitale Kulturstadtplan der Stadt Wien).
Neben den wandgebundenen Gedenktafeln sind auch die von der Stadt Wien als Denkmäler klassifizierten Gedenksteine angeführt. Andere Denkmäler sowie Kunstwerke im öffentlichen Raum sind unter Liste der Kunstwerke im öffentlichen Raum in Wien/Josefstadt zu finden.

## Gedenktafeln und Gedenksteine
| Foto |                 | Inschrift | Name                                                                                 | Typ         | Standort                                                            | Beschreibung | Metadaten |
| ---- | --------------- | --- | ------------------------------------------------------------------------------------ | ----------- | ------------------------------------------------------------------- | --- | --------- |
| ja   | Datei hochladen | Zur Erinnerung. In diesem Hause wohnte seit dem Jahre 1841 bis zu seinem erfolgten Ableben am 12. März 1905 Altmeister Rudolf von Alt. | Rudolf von Alt - Gedenktafel ID: 95645 viennatouristguide                            | Gedenktafel | Skodagasse 11 Standort                                              | Steintafel |           |
| ja   | Datei hochladen | In dieser Schule befand sich 1914–1938 und 1946–1950 die erste Fürsorgeausbild Österreichs, die "Vereinigten Fachkurse für Volkspflege" gegründet 1912 von der österreichischen Pionierin Sozialer Arbeit ILSE ARLT Bundesfürsorgerätin und Trägerin des Dr.-Karl-Renner-Preises *1.5.1876 †25.1.1960 „Die ungeheure Verantwortung, als Fürsorger in das Leben anderer einzugreifen, kann nur jener tragen, der die Grundlage aller Fürsorge, die genaue Kenntnis der Bedingtheit menschlichen Gedeihens, aus eigener Anschauung und im Geiste der Wissenschaft erworben hat.“ (Arlt 1921) Errichtet 2012 anlässlich des 100-jährigen Gründungsjubiläums | Ilse Arlt - Gedenktafel ID: 94415 viennatouristguide                                 | Gedenktafel | Albertgasse 38 Standort                                             | Marmortafel (2012) |           |
| ja   | Datei hochladen | SONNE du hausfrau im himmel auf erden du nachbarin unser. H.C. Artmann 1921–2000 wohnte hier seit 1995 | H. C. Artmann - Gedenktafel ID: 97693                                                | Gedenktafel | Schönborngasse 1 Standort                                           | Steintafel (2006) |           |
| ja   | Datei hochladen | Joseph Bayer 1852 – 1913 k.u.k Hofkapellmeister Komponist des Balletts „Die Puppenfee“ J. Bayer wohnte bis zu seinem Tod im März 1913 in diesem Haus | Josef Bayer - Gedenktafel viennatouristguide                                         | Gedenktafel | Florianigasse 40 Standort                                           | Steintafel |           |
| ja   | Datei hochladen | Ludwig van Beethoven in dieser Kirche wurde der Leichnam des unsterblichen am 29. Maerz 1827 eingesegnet Wiener Schubertbund 1927 | Ludwig van Beethoven - Gedenktafel ID: 94614 viennatouristguide                      | Gedenktafel | Alser Straße 17 (Alserkirche) Standort                              | Josef Tautenhayn d. J., Steintafel mit bronzenem Porträtmedaillon (1927) |           |
| ja   | Datei hochladen | In diesem Hause wohnte Ludwig van Beethoven während des Winters 1819/20. Hier entstand das Credo der Missa solemnis. | Ludwig van Beethoven - Gedenktafel ID: 95648 viennatouristguide                      | Gedenktafel | Trautsongasse 2 Standort                                            | Marmortafel |           |
| ja   | Datei hochladen | In diesem Haus wohnte und wirkte der Schriftsteller Milan Begović 1876 – 1948 Regisseur an der Neuen Wiener Bühne und meistaufgeführter kroatischer Dramatiker in Österreich. Stadt Wien - Stadt Vrlika Kroatisch - Österreichische Gesellschaft Split Österreichisch - Kroatische Gesellschaft Wien 1997 | Milan Begović - Gedenktafel viennatouristguide                                       | Gedenktafel | Florianigasse 51 Standort                                           | Steintafel mit bronzenem Porträtrelief (1997) |           |
| ja   | Datei hochladen | Hugo Bettauer Schriftsteller und Journalist 18.8.1872-26.3.1925 In der Lange Gasse 5–7, der Redaktion seiner Zeitschrift, wurde Hugo Bettauer am 10.3.1925 durch mehrere Schüsse eines jungen Nationalsozialisten tödlich verletzt. Seine journalistische Laufbahn begann in den USA. 1910 kehrte er nach Wien zurück und schrieb für die „Neue Freie Presse“ und „Die Zeit“. In der Folge verfasste er mehrere äußert erfolgreiche Kolportageromane. Davon wurden u. a. verfilmt „Die freudlose Gasse“ (Regie G. W. Pabst, mit Greta Garbo, Asta Nielsen und Werner Krauss) und „Die Stadt ohne Juden“ (Regie H. K. Breslauer, mit Hans Moser). Auf neue gesellschaftliche Entwicklungen der Zwanzigerjahre reagierte Bettauer durch die Herausgabe der Zeitschrift „Er und Sie. Wochenschrift für Lebenskultur und Erotik“. Als Jude und wegen seiner liberalen und sozialen Ansichten wurde er zur Zielscheibe für extrem gehässige Angriffe des nationalsozialistischen bis hin zu Teilen des bürgerlichen Lagers, die schließlich zum tödlichen Attentat im Jahre 1925 führten. Bettauer starb als eines der ersten Opfer des Nationalsozialismus. | Hugo Bettauer - Gedenktafel ID: 94657 viennatouristguide                             | Gedenktafel | Lange Gasse 21–23 (Hugo-Bettauer-Platz) Standort                    | Glastafel (2002) |           |
| ja   | Datei hochladen | Maximilian Böhm 23. 8. 1916 – 26. 12. 1982 Schauspieler Kabarettist | Maximilian Böhm - Gedenktafel viennatouristguide                                     | Gedenktafel | Tigergasse 22 Standort                                              | Metalltafel |           |
| ja   | Datei hochladen | Anton Bruckner unterzog sich am 21. November 1861 an der Orgel dieser Kirche der praktischen Kompositionsprüfung. Johann Herbeck, der spätere Hofkapellmeister, fasste das Ergebnis in die denkwürdigen Worte: „Er hätte uns prüfen sollen“ 1961 Bezirksvorstehung Josefstadt – Josefstädter Heimatmuseum | Anton Bruckner - Gedenktafel ID: 95593 viennatouristguide                            | Gedenktafel | Jodok-Fink-Platz (Piaristenkirche) Standort                         | Marmortafel (1961) |           |
| ja   | Datei hochladen | In diesem Haus wohnte der Schriftsteller Heimito von Doderer von 1938 bis 1956 Während dieser Zeit arbeitete er an den Werken: Tangenten • Die erleuchteten Fenster Unter schwarzen Sternen • Die Strudlhofstiege Die Posaunen von Jericho • Die Merowinger • Die Dämonen | Heimito von Doderer - Gedenktafel ID: 95586                                          | Gedenktafel | Buchfeldgasse 6 Standort                                            | Granittafel (2012) |           |
| ja   | Datei hochladen | Am Stammtische blieben bei Herrn Franz und Frau Elly Blauensteiner noch etliche sitzen, auch ein Schriftsteller, der Doktor Döblinger. Am betreffenden Abende war denn auch als- bald das Wirtshaus „Zur Stadt Paris“ bis auf den letzten Platz besetzt... „Ein anderer Kratki-Baschik“ Erzählungen von Heimito von Doderer 1896 – 1966 | Heimito von Doderer (Wirtshaus zur Stadt Paris) - Gedenktafel viennatouristguide     | Gedenktafel | Lenaugasse 1 Standort                                               | Steintafel |           |
| ja   | Datei hochladen | In diesem Hause hat der letzte Komponist des „Silbernen Zeitalters der Wiener Operette“ gelebt und gewirkt: Prof. Edmund Eysler 1874 – 1949 gewidmet vom Klub der Alten Wiener und vom Hernalser Heimatmuseum anlässlich des 10. Todestages im Jahre 1959. | Edmund Eysler - Gedenktafel ID: 95650 viennatouristguide                             | Gedenktafel | Zeltgasse 14 Standort                                               | Marmortafel mit bronzenem Porträtmedaillon von Rudolf Schmidt (1959) |           |
| ja   | Datei hochladen | Jodok Fink 1853 – 1929 Vom Pflug rief dich das Vaterland du halfst es bau’n mit weiser Hand. C. Philipp 1936 28. VI. 1936 | Jodok Fink - Gedenktafel ID: 95594 viennatouristguide                                | Gedenktafel | Jodok-Fink-Platz 2 Standort                                         | Carl Philipp, Granittafel mit Porträtrelief (1936) |           |
| ja   | Datei hochladen | Maria Franc geb. 25.9.1906, gest. 8.11.1971 Erste Bezirksvorsteherin Wiens | Maria Franc - Gedenktafel ID: 95633                                                  | Gedenktafel | Lange Gasse 21–23 Standort                                          | Marmortafel |           |
| ja   | Datei hochladen | Geburts- und Wohnhaus des Biologen und Nobelpreisträgers KARL VON FRISCH 1886 – 1982 | Karl von Frisch - Gedenktafel ID: 95598 viennatouristguide                           | Gedenktafel | Josefstädter Straße 17 Standort                                     | Marmortafel |           |
| ja   | Datei hochladen | In diesem Gebäude lebte und verstarb JOHANN GENERSICH (1761 Késmark – 1823 Wien) zuletzt Professor der evangelischen Theologie in Wien, ein bedeutender Vertreter des kulturellen und literarischen Lebens in der Zips/ Szepesség / Spiš, damals Oberungarn am Fuße der Tatra Errichtet von Dr. Antal Genersich Stiftung, Budapest – Balassi Institut Collegium Hungaricum Wien Ungarische evangelische Gemeinde A. B. in Österreich im Jahre 2015 | Johann Genersich - Gedenktafel                                                       | Gedenktafel | Florianigasse 36 Standort                                           | Steintafel (2015) |           |
| ja   | Datei hochladen | In den Jahren 1897–1912 wirkte in diesem Haus als Kartograph Dr. h. c. Franz Karl Ginzkey als dieser schon längst ein be- deutender Dichter geworden, hing er noch immer in Dank- barkeit und Liebe an seiner einstigen Arbeitsstätte, dem k. u. k. Militärgeographischen Institut Gewidmet vom Bundesamt für Eich- und Vermessungswesen im Jahre 1966 | Franz Karl Ginzkey - Gedenktafel ID: 95591                                           | Gedenktafel | Friedrich-Schmidt-Platz 3 (Militärgeographisches Institut) Standort | Marmortafel (1966) |           |
| ja   | Datei hochladen | Der grösste Logiker des 20. Jahrhunderts Kurt Gödel 1906 – 1978 wohnte hier als Student der Mathematik und Philosophie vom 8. 10. 1924 bis zum 8. 4. 1927 | Kurt Gödel - Gedenktafel viennatouristguide                                          | Gedenktafel | Florianigasse 42 Standort                                           | Granittafel |           |
| ja   | Datei hochladen | In diesem Hause wohnte von 1930 – 1937 der grosse Mathematiker und Logiker Kurt Gödel 1906 – 1978 Hier entdeckte er seinen berühmten Unvollständigkeitssatz die bedeutendste mathematische Entdeckung des zwanzigsten Jahrhunderts 2006 | Kurt Gödel - Gedenktafel ID: 95629 viennatouristguide                                | Gedenktafel | Josefstädter Straße 43–45 Standort                                  | Granittafel (2006) |           |
| ja   | Datei hochladen | Kurt Gödel 1906 – 1978 der bedeutendste Logiker seiner Zeit wohnte hier als Student der Mathematik und Philosophie vom 4. 7. 1928 bis zum 5. 11. 1929 | Kurt Gödel - Gedenktafel viennatouristguide                                          | Gedenktafel | Lange Gasse 72 Standort                                             | Granittafel |           |
| ja   | Datei hochladen | Traian-Nicolae Grozăvescu Lugoj 1895 – 1927 Wien Am 15.02.1927 wurde in diesem Gebäude die Lebensader des begabtesten aller von Gott gelassenen Tenor- sänger die das rumänische Volk jemals gehabt hat, gewaltsamt durchgetrennt. Er war der Prinz der Wiener Oper zwischen 1923 – 1927 Sponsor Fam. Usvad. | Traian-Nicolae Grozăvescu - Gedenktafel viennatouristguide                           | Gedenktafel | Lerchenfelder Straße 62–64 Standort                                 | Steintafel mit bronzenem Porträtrelief |           |
| ja   | Datei hochladen | AN DIESER STELLE WOHNTE FRIEDRICH HABERLANDT (1826–1878), ERSTERPROFESSOR DER PFLANZENPRODUKTION, REKTOR DER UNIVERSITÄT FÜR BODENKULTUR UND PIONIER DES SOJAANBAUS IN ÖSTERREICH; EUROPA UND DER GANZEN WELT. Friedrich Haberlandt (1826–1878) lived here. Friedrich Haberlandt was Rector and the first Professor of Agronomy of the University of Natural Resources and Life Science. He pioneered soybean cultivation in Austria, Europe and around the world. Verein Donau Soja, Soja aus Österreich 2018 | Friedrich Haberlandt - Gedenktafel ID: 108989                                        | Gedenktafel | Löwenburggasse 2–4 Standort                                         | Granittafel mit Porträtrelief und stilisierter Abbildung einer Sojapflanze, Inschrift auf Deutsch, Englisch, Japanisch und Chinesisch (2018) |           |
| ja   | Datei hochladen | Robert Hamerling 1830 1889 Österreichischer Lyriker und Epiker | Robert Hamerling - Gedenkstein ID: 71219                                             | Gedenkstein | Hamerlingplatz Standort                                             | Stephan Kamenyeczky, Niedriger Steinpfeiler mit glatter Sockelplatte. Ursprünglich befand sich am Hamerlingplatz ein von Hans Scherpe 1908 geschaffenes Denkmal des Dichters. Es wurde während des 2. Weltkriegs entfernt und nicht wieder errichtet. Anfang der 1980er Jahre wurde der Hamerlingplatz neu gestaltet und anstelle des Denkmals die Gedenkstele errichtet. (1982) |           |
| ja   | Datei hochladen | Hier stand das Haus in dem Josef Matthias Hauer Entdecker der Zwölftonmusik von 1918–1959 wohnte und wirkte. | Josef Matthias Hauer - Gedenktafel ID: 95498 viennatouristguide                      | Gedenktafel | Josefstädter Straße 74 Standort                                     | Granittafel mit Porträtrelief |           |
| ja   | Datei hochladen | In diesem Hause am Josefstädter Glacis wohnte Friedrich Hebbel von Ende 1846 bis Ende 1848 Er schrieb daselbst: =Julia= =Ein Trauerspiel in Sizilien= =Herodes und Marianne= | Friedrich Hebbel - Gedenktafel ID: 95638 viennatouristguide                          | Gedenktafel | Lenaugasse 2 Standort                                               | Steintafel (1942) |           |
| ja   | Datei hochladen | In diesem Hause wohnte Friedrich Hebbel mit seiner Gattin der Burgschauspielerin Christine Enghaus durch einige Monate des Jahres 1846 | Friedrich Hebbel - Gedenktafel ID: 95639 viennatouristguide                          | Gedenktafel | Loidoldgasse 4 Standort                                             | Marmortafel (1942) |           |
| BW   | Datei hochladen | Hugo von Hofmannsthal 1874 – 1929 | Hugo von Hofmannsthal - Gedenktafel ID: 95625 viennatouristguide                     | Gedenktafel | Josefstädter Straße 24 (Theater in der Josefstadt) Standort         | Rudolf Schmidt, Bronzene Porträtbüste (1947) |           |
| ja   | Datei hochladen | In dieser Kapelle feierte am 16. Dezember 1965 der selige Papst Johannes Paul II., damals Erzbischof von Krakau, das heilige Messopfer | Johannes Paul II. - Gedenktafel viennatouristguide                                   | Gedenktafel | Pfeilgasse 4–6 Standort                                             | Metalltafel mit Kreuz |           |
| ja   | Datei hochladen | Hier wohnte 1874 der grosse Schweizer Dichter Gottfried Keller zum 60. Todesjahr 1950 | Gottfried Keller - Gedenktafel ID: 95603 viennatouristguide                          | Gedenktafel | Josefstädter Straße 17 Standort                                     | Marmortafel (1950) |           |
| ja   | Datei hochladen | Hans Kelsen Schöpfer der österreichischen Bundesverfassung und Begründer der Reinen Rechtslehre wohnte in diesem Hause von 1912 bis 1930 | Hans Kelsen - Gedenktafel viennatouristguide                                         | Gedenktafel | Wickenburggasse 23 Standort                                         | Metalltafel mit Porträtrelief |           |
| ja   | Datei hochladen | Dr. Ferdinand Kronawetter 1830–1913 Demokratischer Wiener Politiker | Ferdinand Kronawetter - Gedenktafel ID: 96737                                        | Gedenktafel | Pfeilgasse 47–49 Standort                                           | Michael Drobil, Granittafel mit Porträtrelief (1926) |           |
| ja   | Datei hochladen | In diesem Hause wohnten im Jahre 1870 der ukrainische Dichter P. Kulisch und der ukrainische Gelehrte Prof. I. Puluj | Pantelejmon Kulisch und Iwan Puluj - Gedenktafel ID: 97480 viennatouristguide        | Gedenktafel | Skodagasse 9 Standort                                               | Metalltafel mit Porträtreliefs, Inschrift auf Ukrainisch und Deutsch (1998) |           |
| ja   | Datei hochladen | In diesem Hause wohnte 1908 der berühmte ukrainische Theater- Regisseur Les Kurbas | Les Kurbas - Gedenktafel viennatouristguide                                          | Gedenktafel | Strozzigasse 40 Standort                                            | Steintafel mit Porträtrelief, Inschrift auf Ukrainisch und Deutsch |           |
| ja   | Datei hochladen | In diesem Haus wohnte von 1909 bis 1919 der Filmregisseur Fritz Lang Österreichische Gesellschaft für Literatur Österreichische Gesellschaft für Filmwissenschaft | Fritz Lang - Gedenktafel ID: 95649 viennatouristguide                                | Gedenktafel | Piaristengasse 28 Standort                                          | Marmortafel |           |
| ja   | Datei hochladen | Zum Gedenken an Ferdinand von Mannlicher 30.1.1846 – 20.1.1904 der in diesem Hause viele Jahre lebte Gewidmet von der Firma Steyr Mannlicher Aktiengesellschaft | Ferdinand von Mannlicher - Gedenktafel viennatouristguide                            | Gedenktafel | Florianigasse 16 Standort                                           | Metalltafel |           |
| ja   | Datei hochladen | Hier im 1. Stock lebte und wirkte der geniale Wiener Textdichter ERICH MEDER 1897 bis 1966 Er gab über 1300 Liedern vieler berühmter Komponisten Inhalt und Sinn: „Der Wurschtl“ – „Hallo Dienstmann“ – „Liebe kleine Schaffnerin“ – „Bitt' sie Herr Frisör“ – „Florentinische Nächte“ – sowie „Die Rose vom Wörthersee“ u.v.m. gestiftet von seinem Rechtsnachfolger Dr. Dr. Wolfgang Bacher | Erich Meder - Gedenktafel                                                            | Gedenktafel | Lenaugasse 11 Standort                                              | Steintafel |           |
| ja   | Datei hochladen | In diesem Hause wohnte seit 1852 der grosse österreichische Slawist und Sprachwissenschafter slowenischer Herkunft Franz Ritter von Miklosich 1813 – 1891 V tej hiši je stanoval od leta 1852 veliki avstrijski slavist in jezikoslovec slovenskega rodu Fran Miklošič 1813 – 1891 | Franz von Miklosich - Gedenktafel ID: 95595 viennatouristguide                       | Gedenktafel | Josefstädter Straße 11 Standort                                     | Marmortafel (1991) |           |
| ja   | Datei hochladen | Zum Gedenken an den grossen ungarischen Maler Mihály Munkácsy (1844–1900), der im Jahre 1865 in diesem Hause wohnte. A híres magyar festő, Munkácsy Mihály (1844–1900) émlékere, aki 1865-ben ebben a házban lakott. Bezirksvorstehung wien-Josefstadt, Budapest-Jószefváros Önkormányzata, Bezirksmuseum Josefstadt | Mihály Munkácsy - Gedenktafel                                                        | Gedenktafel | Wickenburggasse 7 Standort                                          | Steintafel |           |
| ja   | Datei hochladen | In diesem Hause wohnte von 1964 – 1992 der Architekt und Lehrer Ernst Anton Plischke 1903 – 1992 Österreichische Gesellschaft für Architektur Komitee 100 Jahre E A P Wien 26. Juni 2003 | Ernst Anton Plischke - Gedenktafel ID: 95654 viennatouristguide                      | Gedenktafel | Josefstädter Straße 7 Standort                                      | Steintafel (2003) |           |
| ja   | Datei hochladen | In diesem Hause wohnte von 1964 bis 2004 die Architektin und Möbelgestalterin Anna Lülja Praun 1906 – 2004 Zum 100. Geburtstag am 29. Mai 2006 Österreichische Gesellschaft für Architektur | Anna-Lülja Praun - Gedenktafel viennatouristguide                                    | Gedenktafel | Bennogasse 8 Standort                                               | Steintafel (2006) |           |
| ja   | Datei hochladen | Den Völkern ein Vorbild hier schlossen Freundschaft fürs Leben France Prešeren der slowenische Dichterfürst und Anastasius Grün der österreichische Freiheitssänger Wiener Verkehrsverein 1950 Slavia Viennensis. | France Prešeren und Anastasius Grün - Gedenktafel ID: 95642 viennatouristguide       | Gedenktafel | Schlesingerplatz 4 Standort                                         | Granittafel (1950) |           |
| ja   | Datei hochladen | Hier hatte der serbische Dichter Branko Radičević 1824 – 1853 sein letztes Heim auf Erden | Branko Radičević - Gedenktafel ID: 95643 viennatouristguide                          | Gedenktafel | Schlösselgasse 12 Standort                                          | Steintafel |           |
| ja   | Datei hochladen | Liebe, Arbeit und Wissen sind die Quellen unseres Lebens. Sie sollten es auch beherrschen. Wilhelm Reich In diesem Haus lebte und wirkte Dr. Wilhelm Reich (1897–1957) Psychoanalytiker, Grundlagenforscher Begründer der Körperpsychotherapie 1929 eröffnete er hier die erste Sexualberatungsstelle Österreichs | Wilhelm Reich - Gedenktafel ID: 95499                                                | Gedenktafel | Blindengasse 46a Standort                                           | Siebdruck auf Panzerglas (1997) |           |
| BW   | Datei hochladen | Max Reinhardt 1873 – 1943 | Max Reinhardt - Gedenktafel ID: 95624 viennatouristguide                             | Gedenktafel | Josefstädter Straße 24 (Theater in der Josefstadt) Standort         | Mario Petrucci, Bronzenes Porträtrelief (1949) |           |
| ja   | Datei hochladen | In diesem Hause wohnte von 1938 bis 1965 Dr. Adolf Schärf, langjähriger Vizekanzler und Bundespräsident. Er war einer der Baumeister des neuen demokratischen Österreichs. Kulturverein :Freunde d. Josefstadt: | Adolf Schärf - Gedenktafel viennatouristguide                                        | Gedenktafel | Skodagasse 1 Standort                                               | Steintafel |           |
| ja   | Datei hochladen | In diesem Hause starb am 21. September 1812 der Dichter der „Zauberflöte“ und 1. Direktor des Theaters an der Wien EMANUEL SCHIKANEDER Errichtet von der Raimundgesellschaft zum 150. Todestag des Dichters am 21. September 1962 | Emanuel Schikaneder - Gedenktafel ID: 95590 viennatouristguide                       | Gedenktafel | Schlösselgasse 12 Standort                                          | Steintafel (1962) |           |
| ja   | Datei hochladen | Therese Schlesinger National- und Bundesrätin 1863 – 1940 | Therese Schlesinger - Gedenktafel ID: 95644                                          | Gedenktafel | Schlösselgasse 14 Standort                                          | Steintafel |           |
| ja   | Datei hochladen | Franz Schubert schrieb im Sept. 1828 wenige Wochen vor seinem Tode zur Glockenweihe dieser Kirche den Hymnus „Glaube, Hoffnung u. Liebe“ Wiener Schubertbund, 1928 | Franz Schubert - Gedenktafel ID: 95497 viennatouristguide                            | Gedenktafel | Alser Straße 17 (Alserkirche) Standort                              | Josef Tautenhayn d. J., Steintafel mit bronzenem Porträtmedaillon (1928) |           |
| ja   | Datei hochladen | In diesem Hause wohnte im Jahre 1909 Albert Schweitzer einer der grössten Helfer der Menschheit des 20. Jahrhunderts. Österr. Albert Schweitzer-Gemeinde Der am 14.1.1875 geborene Elsässer Doktor der Theologie, Philosophie und Medizin, gab 1913 seine gesicherte Existenz auf und wirkte seither in selbstloser Weise als Arzt im Urwald Äquatorial-Afrikas. Er erhielt 1952 den Friedens-Nobelpreis. | Albert Schweitzer - Gedenktafel ID: 95588 viennatouristguide                         | Gedenktafel | Florianigasse 8 Standort                                            | Marmortafel (1957) |           |
| ja   | Datei hochladen | Professor Josef Skodas Wohnhaus geb. 10. Dez. 1805 gest. 13. Juni 1881 | Josef Škoda - Gedenktafel ID: 95646 viennatouristguide                               | Gedenktafel | Skodagasse 13 Standort                                              | Granittafel |           |
| ja   | Datei hochladen | IN DIESEM HAUS WOHNTE von 1945 bis 1980 FINANZSTADTRAT, VIZEBÜRGERMEISTER und BÜRGERMEISTER DER STADT WIEN Dr. h. c. FELIX SLAVIK KULTURVEREIN "FREUNDE DER JOSEFSTADT" | Felix Slavik - Gedenktafel ID: 95651 viennatouristguide                              | Gedenktafel | Anbertgasse 3A Standort                                             | Steintafel (2000) |           |
| ja   | Datei hochladen | Der Dichter Alfred Steinberg-Frank 1888–1933 hat in diesem Hause unsterbliche Lieder geschaffen aus Liebe und zum Lobe seiner Vaterstadt Wien. Widmung des Hernalser Heimatmuseums 1960 | Alfred Steinberg-Frank - Gedenktafel ID: 95496 viennatouristguide                    | Gedenktafel | Albertgasse 24 Standort                                             | Marmortafel (1960) |           |
| BW   | Datei hochladen | In dem früher hier gestandenen Hause wohnte und starb der Tondichter A. M. STORCH geb. 23/12.1813 – gest. 31/12.1887 Gewidmet von der Ottakringer Liedertafel ihrem Ehrenmitgliede. | Anton M. Storch - Gedenktafel ID: 95585                                              | Gedenktafel | Buchfeldgasse 6 Standort                                            | Granittafel (1913) |           |
| ja   | Datei hochladen | In diesem haus wohnte ERNST v. STREERUWITZ Bundeskanzler 1929 | Ernst Streeruwitz - Gedenktafel viennatouristguide                                   | Gedenktafel | Skodagasse 15 Standort                                              | Steintafel |           |
| ja   | Datei hochladen | In diesem Hause wohnte 1891 die berühmte ukrainische Schriftstellerin Lessja Ukrainka | Lessja Ukrajinka - Gedenktafel viennatouristguide                                    | Gedenktafel | Florianigasse 7 Standort                                            | Metalltafel mit Porträtrelief, Inschrift auf Ukrainisch und Deutsch |           |
| BW   | Datei hochladen | An dieser Stelle stand das Wohnhaus des Dichters Dr. Joh. Nep. Vogl Er starb hier am 16. Nov. 1866 | Johann Nepomuk Vogl - Gedenktafel viennatouristguide                                 | Gedenktafel | Alser Straße 35 Standort                                            | Steintafel |           |
| ja   | Datei hochladen | Elternhaus und Atelier der Malerin Trude Waehner 11. August 1900 – 18. Mai 1979 Sie schuf ihren eigenen expressionistischen Malstil, verließ 1938 aus politischen Gründen Österreich, arbeitete in New York und nach dem Krieg in Wien, Dieulefit und Venedig. Ihr Werk und ihr Kampf für die Freiheit und gegen Gewaltherrschaft bleiben unvergessen. | Trude Waehner - Gedenktafel ID: 95587                                                | Gedenktafel | Buchfeldgasse 6 Standort                                            | Granittafel (2015) |           |
| ja   | Datei hochladen | In diesem Hause wohnte der Tondichter Max R. v. Weinzierl geb. 16./IX.1841, gest. 10./VII.1898 Seinem Ehrenmitgliede der Josefstädter Männergesangsver. 1925 | Max von Weinzierl - Gedenktafel ID: 95647 viennatouristguide                         | Gedenktafel | Skodagasse 28 Standort                                              | Steintafel mit stilisiertem Lorbeerrelief (1925) |           |
| ja   | Datei hochladen | Zur Erinnerung an den grossen Menschendarsteller Oskar Werner 1922 – 1984 dem die Josefstadt viele Jahre Heimat war Gewidmet vom Kulturverein Freunde der Josefstadt | Oskar Werner - Gedenktafel ID: 95636 viennatouristguide                              | Gedenktafel | Lenaugasse 19 Standort                                              | Granittafel |           |
| ja   | Datei hochladen | Anton Wildgans maturierte im Jahre 1900 in diesem Gymnasium Angeregt und gewidmet von Dr. Otto und Helene Weissel | Anton Wildgans - Gedenktafel ID: 95592 viennatouristguide                            | Gedenktafel | Jodok-Fink-Platz 2 Standort                                         | Heinz Peter, Kupfertafel mit Porträtrelief (1934) |           |
| ja   | Datei hochladen | In diesem Haus erlebte Anton Wildgans bis zum Mai 1905 einen Teil seiner Jugend | Anton Wildgans - Gedenktafel ID: 95637 viennatouristguide                            | Gedenktafel | Lenaugasse 19 Standort                                              | Granittafel (1965) |           |
| ja   | Datei hochladen | In den Jahren 1886 und 1895 wohnte in diesem Hause L. L. Zamenhof dem die Welt die internationale Sprache Esperanto verdankt. Geboren am 15. Dezember 1859 in Bialystok Russland studierte er an der Universität Petersburg, Warschau und Wien Augen- heilkunde erhielt das Offizierskreuz der französischen Ehrenlegion des Spani- schen Isabellenordens und das Ehren- doktorat der Universität Cambridge. Sein Leben war der Förderung edlen Menschentums und der Völker- Verständigung durch Esperanto gewidmet. Er starb in Warschau am 17. April 1917. 1859 * 1959 Internationales Esperanto-Museum in Wien | L. L. Zamenhof - Gedenktafel ID: 95589 viennatouristguide                            | Gedenktafel | Florianigasse 8 Standort                                            | Marmortafel (1959) |           |
| ja   | Datei hochladen | Dieses Haus war von 1907–1919 Heim und Wirkungsstätte des Dichters Stefan Zweig (1881–1942) Österr. Gesellschaft für Literatur Int. Stefan Zweig Gesellschaft | Stefan Zweig - Gedenktafel ID: 95631 viennatouristguide                              | Gedenktafel | Kochgasse 8 Standort                                                | Steintafel (1962) |           |
| ja   | Datei hochladen | Sie waren die Säulen auf denen unsere Bewegung aufgebaut ist, die Vorbilder für uns alle. LEOPOLD KUNSCHAK 1871–1953 FRANZ SPALOVSKY 1875–1958 JOHANN STAUD 1882–1939 LOIS WEINBERGER 1900–1961 JOHANN GASSNER 1903–1985 | Christgewerkschafter - Gedenkstein ID: 77137                                         | Gedenktafel | Laudongasse 16 Standort                                             | Findling mit mehreren Tafeln |           |
| ja   | Datei hochladen | In diesem Haus befand sich 1875–1878 die Erste bulgarische Druckerei in Wien. Ergründet von Ja.S.Kovačev und Ch.G.Danov, spielte sie eine wichtige Rolle für die Entwicklung der modernen bulgarischen Buchkultur | Erste bulgarische Druckerei in Wien - Gedenktafel                                    | Gedenktafel | Feldgasse 1 Standort                                                | Metalltafel, Inschrift auf Bulgarisch und Deutsch |           |
| ja   | Datei hochladen | In diesem Haus befand sich von ihrer Gründung 1872 an bis zur Übersiedlung auf die Türkenschanze die Hochschule für Bodenkultur. Sie wurde hier am 1. Oktober 1872 von Minister Johann Ritter von Chlumecky und Rektor Martin Wilckens eröffnet. | Hochschule für Bodenkultur - Gedenktafel ID: 95634                                   | Gedenktafel | Laudongasse 15 Standort                                             | Metalltafel |           |
| ja   | Datei hochladen | Das Österreichische Museum für Volkskunde ist seit 1917 im Gartenpalais Schönborn beheimatet. Es verdankt wichtige Teile seiner Sammlungen und neue Perspektiven in der Erforschung der Volkskulturen Europas jüdischen Mitbürgerinnen und Mit- bürgern. Viele von ihnen haben Verein und Museum durch groß- zügige Zuwendungen vor und nach dem 1. Weltkrieg unterstützt. Konrad Mautner (1880–1924) und Heinrich Moses (1852–1920) haben bedeutende Sammlungen zur österreichischen Volks- kultur zusammengetragen. Rudolf Trebitsch (1876–1918) hat an den westlichen Rändern Europas geforscht. Er unterstützte das Museum mit namhaften Summen. Trebitsch trat früh dem Rassismus und Antisemitismus in der österreichischen Gesell- schaft entgegen, die sich alsbald auch in diesem Hause zeigen sollten. Die 1883 in Odessa geborene und 1920 in der Schweiz promo- vierte Eugénie Goldstern hat mit vergleichenden Forschungen zur Alltagskultur im Alpenraum der Ethnographie neue Wege eröffnet und dem Museum bedeutende Stücke übereignet. Sie wurde 1942 aus Wien deportiert und ermordet wie im selben Jahr auch Marianne Schmidl. 1890 in Berchtesgaden geboren, war sie die erste Frau, die in Österreich im Fach Ethnologie pro- moviert worden war. 1938 war sie wegen ihrer Herkunft in den „dauerhaften Ruhestand“ versetzt worden. 1938 wurde auch Adelgard Perkman „aus rassischen Gründen vom Dienst ent- hoben“. Die 1897 in Czernowitz geborene Bibliothekarin des Vereins überlebte und starb 1946 in Wien. Museum und Verein für Volkskunde widmen diese Tafel als Zeichen der Erinnerung ihren jüdischen Freunden, Gönnerinnen und Gönnern. März 2013 | Jüdische Freunde des Österreichischen Museums für Volkskunde - Gedenktafel ID: 95635 | Gedenktafel | Laudongasse 15 Standort                                             | Edelstahltafel (2013) |           |
| ja   | Datei hochladen | Ehemaliges Militärgeographisches Institut errichtet 1840–1842 von 1923 bis 1983 Sitz des Bundesamtes für Eich- und Vermessungswesen | K.u.k. Militärgeographisches Institut - Gedenktafel                                  | Gedenktafel | Friedrich-Schmidt-Platz 3 Standort                                  | Steintafel |           |
| ja   | Datei hochladen | Verfolgt und in den Tod getrieben Im Exil gelitten und gestorben in Konzentrationslager deportiert und dort um ihr Leben gebracht Auch in der Josefstadt wurden in der Zeit der nationalsozialistischen Diktatur Verbrechen gegen die Menschlichkeit begangen (1938–1945) Auch in der Josefstadt wurden Menschen schuldig, es gab Opfer und Täter. Auch in unserer Mitte wurden Menschen verfolgt, gefoltert, deportiert und ermordet. Die Erinnerung daran mahnt und verpflichtet die Bezirksvertretung Josefstadt, Jederzeit für Demokratie, für freiheit, Frieden und Gerechtigkeit einzutreten. Die Bezirksvertretung Josefstadt, 2008 | NS-Opfer in der Josefstadt - Gedenktafel                                             | Gedenktafel | Schlesingerplatz 5 Standort                                         | Plexiglastafel (2008) |           |
| ja   | Datei hochladen | Hier stand eine um 1903 nach Plänen des Architekten Max Fleischer erbaute Synagoge. Zerstört in der „Reichskristallnacht“ am 10. November 1938. | Synagoge Neudeggergasse - Gedenktafel ID: 95640                                      | Gedenktafel | Neudeggergasse 12 Standort                                          | Bronzetafel (1988) |           |
| ja   | Datei hochladen | Gedenkprojekt verlorene Nachbarschaft die Synagoge in der Neudeggergasse 1. Oktober – 9. November 1998 Als Initiative einer kleinen Gruppe von Nachbarn wurde die in Originalgrösse nachgebildete Fassade der Synagoge zeitweilig wieder errichtet. Einst vertriebene, jetzt wiedergefundene Nachbarn aus USA, Israel, Argentinien, Wien | Synagoge Neudeggergasse - Gedenktafel (Verlorene Nachbarschaft) ID: 95641            | Gedenktafel | Neudeggergasse 12 Standort                                          | Steintafel (1998) |           |
| ja   | Datei hochladen | 1945 sammelten sich in diesem Hause österreichische Patrioten verhinderten die Zerstörung von Wien und legten den Grundstein für ein freies Österreich Im Gedenken der Opfer die Österreichische Widerstandsbewegung | Widerstandsbewegung im Palais Auersperg - Gedenktafel ID: 95652                      | Gedenktafel | Auerspergstraße 1 Standort                                          | Steintafel (1959) |           |